# Nordenkampen 2022
Nordenkampen 2022 arrangerades mellan den 12 och 13 februari 2022 i IFU Arena i Uppsala i Sverige. Det var den 11:e upplagan av Nordenkampen. Arrangörsklubb var Upsala IF.

## Resultat
| Placering | Namn                  | Land    | Tid (s) |
| --------- | --------------------- | ------- | ------- |
| 1         | Even Meinseth         | Norge   | 6,72    |
| 2         | Samuli Samuelsson     | Finland | 6,73    |
| 3         | Odain Rose            | Sverige | 6,79    |
| 4         | Erno Mehtonen         | Finland | 6,81    |
| 5         | Rasmus Klausen        | Danmark | 6,85    |
| 5         | Tobias G. Larsen      | Danmark | 6,85    |
| 7         | Mathias Hove Johansen | Norge   | 6,94    |
| 8         | Viktor Thor           | Sverige | 7,01    |

| Placering | Namn                   | Land    | Tid (s) |
| --------- | ---------------------- | ------- | ------- |
| 1         | Zion Eriksson          | Sverige | 21,16   |
| 2         | Mathias Hove Johansen  | Norge   | 21,37   |
| 3         | Andreas Haara Bakketun | Norge   | 21,58   |
| 4         | Eljas Aalto            | Finland | 21,63   |
| 5         | Oskari Lehtonen        | Finland | 21,65   |
| 6         | Rasmus O. Madsen       | Danmark | 21,79   |
| 7         | Desmond Rogo           | Sverige | 21,82   |
| 8         | Kasper Andersson       | Danmark | 21,89   |

| Placering | Namn                      | Land    | Tid (s)    |
| --------- | ------------------------- | ------- | ---------- |
| 1         | Carl Bengtström           | Sverige | 46,77      |
| 2         | Håvard Bentdal Ingvaldsen | Norge   | 48,09 0PB0 |
| 3         | Nick Ekelund-Arenander    | Sverige | 47,64      |
| 4         | Viljami Kaasalainen       | Finland | 47,67 0PB0 |
| 5         | Sixten Gustav L. Nielsen  | Danmark | 47,71      |
| 6         | Fredrik Øvereng           | Norge   | 47,73      |
| 7         | Konsta Alatupa            | Finland | 48,78 0PB0 |
| 8         | Luis Maillet              | Danmark | 48,97 0PB0 |

| Placering | Namn                   | Land    | Tid (min)    |
| --------- | ---------------------- | ------- | ------------ |
| 1         | Erik Martinsson        | Sverige | 1.47,57      |
| 2         | Sigurd Tveit           | Norge   | 1.49,33 0PB0 |
| 3         | Joonas Rinne           | Finland | 1.49,98 0PB0 |
| 4         | Felix Francios         | Sverige | 1.50,67      |
| 5         | Niko Viljola           | Finland | 1.51,02 0PB0 |
| 6         | Nicolai Trock Hartling | Danmark | 1.52,81 0SB0 |
| 7         | Benjamin Olsen         | Norge   | 1.55,08      |
| 8         | Elias Shifris          | Danmark | 1.57,58      |
| –         | Joakim Andersson       | Sverige | DNF          |

| Placering | Namn                  | Land    | Tid (min)    |
| --------- | --------------------- | ------- | ------------ |
| 1         | Mats Hauge            | Norge   | 3.43,69 0PB0 |
| 2         | Samuel Pihlström      | Sverige | 3.43,75      |
| 3         | Gustav Berlin         | Sverige | 3.44,71      |
| 4         | Fredrik Sandvik       | Norge   | 3.46,08 0PB0 |
| 5         | Nick Rostgaard Jensen | Danmark | 3.46,62 0SB0 |
| 6         | Eero Saleva           | Finland | 3.46,85 0PB0 |
| 7         | Konsta Hämäläinen     | Finland | 3.56,53 0SB0 |
| 8         | Markus Kirk Kjeldsen  | Danmark | 4.07,32      |
| –         | Johan Eriksson        | Sverige | DNF          |

| Placering | Namn                       | Land    | Tid (min)           |
| --------- | -------------------------- | ------- | ------------------- |
| 1         | Jonathan Grahn             | Sverige | 7.54,66 0PB0, 0NRJ0 |
| 2         | Per Svela                  | Norge   | 7.54,72 0PB0        |
| 3         | Bjørnar Sandnes Lillefosse | Norge   | 7.57,83 0PB0        |
| 4         | Eemil Helander             | Finland | 8.01,17 0PB0        |
| 5         | Hlynur Andrésson           | Island  | 8.06,66             |
| 6         | Alexander Nilsson          | Sverige | 8.09,84             |
| 7         | Ossi Kekki                 | Finland | 8.14,19             |
| –         | Mikael Johnsen             | Danmark | DNF                 |
| –         | Axel Djurberg              | Sverige | DNF                 |

| Placering | Namn                    | Land    | Tid (s)   |
| --------- | ----------------------- | ------- | --------- |
| 1         | Ilari Manninen          | Finland | 7,77      |
| 2         | Max Hrelja              | Sverige | 7,89      |
| 3         | Santeri Kuusiniemi      | Finland | 7,90      |
| 4         | Anton Levin             | Sverige | 7,98      |
| 5         | Gjert Høie Sjursen      | Norge   | 8,19 0PB0 |
| 6         | Sebastian Sund Frandsen | Danmark | 8,20      |
| 7         | Sander Aae Skotheim     | Norge   | 8,32      |
| 8         | Andreas Christoffersen  | Danmark | 8,45      |

| Placering | Namn                    | Land    | Höjd (m)  |
| --------- | ----------------------- | ------- | --------- |
| 1         | Fabian Delryd           | Sverige | 2,14      |
| 2         | Daniel Kosonen          | Finland | 2,14      |
| 3         | Sander Aae Skotheim     | Norge   | 2,14 0PB0 |
| 4         | Mads Moos Larsen        | Danmark | 2,11 0PB0 |
| 5         | Matias Mustonen         | Finland | 2,11 0SB0 |
| 6         | Melwin Lycke Holm       | Sverige | 2,07      |
| 7         | William Kollberg        | Norge   | 1,82      |
| 8         | Sebastian Sund Frandsen | Danmark | 1,75 0SB0 |

| Placering | Namn                  | Land    | Höjd (m)  |
| --------- | --------------------- | ------- | --------- |
| 1         | Pål Haugen Lillefosse | Norge   | 5,83 0NR0 |
| 2         | Juho Alasaari         | Finland | 5,52 0PB0 |
| 3         | Tommi Holttinen       | Finland | 5,21      |
| 4         | Robin Jacobsson       | Sverige | 5,21 0PB0 |
| 5         | Marcus Nilsson        | Sverige | 5,01      |
| 6         | Philip Andreas Kubon  | Norge   | 4,91 0PB0 |
| 7         | Nikolaj Grønbech      | Danmark | 4,91      |
| 8         | Mikkel Ringsted       | Danmark | 4,76      |

| Placering | Namn                   | Land    | Längd (m) |
| --------- | ---------------------- | ------- | --------- |
| 1         | Thobias Montler        | Sverige | 7,93      |
| 2         | Henrik Flåtnes         | Norge   | 7,79      |
| 3         | Ingar Kiplesund        | Norge   | 7,54      |
| 4         | Sebastian Ree Pedersen | Danmark | 7,54      |
| 5         | Kasper Larsen          | Danmark | 7,49 0SB0 |
| 6         | Karim Echahid          | Finland | 7,26      |
| 7         | Otto Pulkkinen         | Finland | 7,20      |
| 8         | Joakim Hellbratt       | Sverige | 7,13      |

| Placering | Namn                | Land    | Längd (m)  |
| --------- | ------------------- | ------- | ---------- |
| 1         | Gabriel Wallmark    | Sverige | 16,11 0PB0 |
| 2         | Topias Koukkula     | Finland | 15,93 0SB0 |
| 3         | Sander Aae Skotheim | Norge   | 15,84 0PB0 |
| 4         | Jesper Hellström    | Sverige | 15,67 0SB0 |
| 5         | Aaro Davidila       | Finland | 15,55      |
| 6         | Elias Sanden Søvik  | Norge   | 14,95 0PB0 |
| 7         | Torur Mortensen     | Danmark | 14,59      |
| 8         | Massin Ait Bouziad  | Danmark | 13,79      |

| Placering | Namn                 | Land    | Längd (m)  |
| --------- | -------------------- | ------- | ---------- |
| 1         | Marcus Thomsen       | Norge   | 20,74      |
| 2         | Wictor Petersson     | Sverige | 19,46      |
| 3         | Victor Gardenkrans   | Sverige | 18,21 0SB0 |
| 4         | Guðni Valur Guðnason | Island  | 17,66      |
| 5         | Panu Tirkkonen       | Finland | 17,10      |
| 6         | Casper Jørgensen     | Danmark | 16,36      |
| 7         | Mikko Toiviainen     | Finland | 15,80      |
| 8         | Thomas Mardal        | Norge   | 15,67 0SB0 |

| Placering | Namn               | Land    | Längd (m)        |
| --------- | ------------------ | ------- | ---------------- |
| 1         | Ragnar Carlsson    | Sverige | 23,12 0SB0       |
| 2         | Henri Liipola      | Finland | 22,81 0PB0, 0NR0 |
| 3         | Eivind Henriksen   | Norge   | 22,75 0PB0       |
| 4         | Thomas Mardal      | Norge   | 22,31 0SB0       |
| 5         | Hilmar Örn Jónsson | Island  | 21,96 0PB0       |
| 6         | Hugo Sörby         | Sverige | 18,95            |
| 7         | Roope Auvinen      | Finland | 18,84 0PB0       |
| 8         | Stefan Lehnert     | Danmark | 17,90            |

| Placering | Namn                    | Land    | Tid (s)   |
| --------- | ----------------------- | ------- | --------- |
| 1         | Claudia Payton          | Sverige | 7,31      |
| 2         | Mathilde Uldall Kramer  | Danmark | 7,36      |
| 3         | Helene Rønningen        | Norge   | 7,37 0SB0 |
| 4         | Johanna Kylmänen        | Finland | 7,43      |
| 5         | Julia Henriksson        | Sverige | 7,44      |
| 6         | Astrid Glenner-Frandsen | Danmark | 7,46      |
| 7         | Vilde Humstad Aasmo     | Norge   | 7,49 0PB0 |
| 8         | Merituuli Jääskeläinen  | Finland | 7,52      |

| Placering | Namn                       | Land    | Tid (s)          |
| --------- | -------------------------- | ------- | ---------------- |
| 1         | Ida Karstoft               | Danmark | 23,22 0PB0, 0NR0 |
| 2         | Lisa Lilja                 | Sverige | 23,86            |
| 3         | Aino Pulkkinen             | Finland | 24,06 (24,054)   |
| 4         | Anniina Kortetmaa          | Finland | 24,06 (24,056)   |
| 5         | Elvira Tanderud            | Sverige | 24,06 (24,057)   |
| 6         | Marte Pettersen            | Norge   | 24,15 0PB0       |
| 7         | Guðbjörg Jóna Bjarnadóttir | Island  | 24,30            |
| 8         | Maren Bakke Amundsen       | Norge   | 24,53            |

| Placering | Namn                       | Land    | Tid (s)    |
| --------- | -------------------------- | ------- | ---------- |
| 1         | Linn Oppegaard             | Norge   | 54,15      |
| 2         | Mette Baas                 | Finland | 54,22      |
| 3         | Astri Ayo Lakeri Ertzgaard | Norge   | 54,30      |
| 4         | Milja Thureson             | Finland | 54,43      |
| 5         | Linnea Frobe               | Sverige | 54,59 0PB0 |
| 6         | Annemarie Nissen           | Danmark | 54,68 0PB0 |
| 7         | Matilda Hellqvist          | Sverige | 55,18      |
| 8         | Anne Sofie Kirkegaard      | Danmark | 55,81      |

| Placering | Namn                          | Land    | Tid (min)           |
| --------- | ----------------------------- | ------- | ------------------- |
| 1         | Sara Kuivisto                 | Finland | 2.02,64 0PB0, 0NR0  |
| 2         | Lova Perman                   | Sverige | 2.04,38 0PB0, 0NRJ0 |
| 3         | Julia Svennblad               | Sverige | 2.07,15             |
| 4         | Eveliina Määttänen            | Finland | 2.07,42             |
| 5         | Amanda Marie Grefstad Frøynes | Norge   | 2.09,67 0PB0        |
| 6         | Marie Falkebo Jensen          | Danmark | 2.15,63 0PB0        |
| 7         | Emma Stentz Hansen            | Danmark | 2.16,06             |
| –         | Malin Nyfors                  | Norge   | DNF                 |
| –         | Tyra Landin                   | Sverige | DNF                 |

| Placering | Namn                     | Land    | Tid (min) |
| --------- | ------------------------ | ------- | --------- |
| 1         | Sara Christiansson       | Sverige | 4.18,68   |
| 2         | Ilona Mononen            | Finland | 4.19,69   |
| 3         | Caroline Högardh         | Sverige | 4.20,24   |
| 4         | Christina Maria Toogood  | Norge   | 4.21,33   |
| 5         | Ina Halle Haugen         | Norge   | 4.23,96   |
| 6         | Mathilde Diekema         | Danmark | 4.29,13   |
| 7         | Emma Kiplakat Kondrup    | Danmark | 4.37,27   |
| 8         | Kaisa Honkaharju         | Finland | 4.37,93   |
| –         | Madeleine Björlin-Delmar | Sverige | DNF       |

| Placering | Namn               | Land    | Tid (min)    |
| --------- | ------------------ | ------- | ------------ |
| 1         | Sofia Thøgersen    | Danmark | 9.16,09 0PB0 |
| 2         | Sigrid Jervell Våg | Norge   | 9.18,80 0PB0 |
| 3         | Nathalie Blomqvist | Finland | 9.19,27 0PB0 |
| 4         | Kaisa Kankaanranta | Finland | 9.28,79 0PB0 |
| 5         | Helene Svane       | Danmark | 9.30,05 0PB0 |
| 6         | Emma Dahl          | Sverige | 9.34,76      |
| 7         | Nora Lundin        | Sverige | 9.37,20      |
| 8         | Grethe Tyldum      | Norge   | 9.42,52 0PB0 |
| –         | Sara Trané         | Sverige | DNF          |

| Placering | Namn               | Land    | Tid (s)   |
| --------- | ------------------ | ------- | --------- |
| 1         | Mette Graversgaard | Danmark | 8,08      |
| 2         | Mathilde Heltbech  | Danmark | 8,09 0PB0 |
| 3         | Julia Wennersten   | Sverige | 8,17      |
| 4         | Andrea Rooth       | Norge   | 8,31      |
| 5         | Anni Siirtola      | Finland | 8,47      |
| 6         | Jenna Vakkilainen  | Finland | 8,54      |
| 7         | Marlen Aakre       | Norge   | 8,79      |
| 8         | Lovisa Karlsson    | Sverige | 10,24     |

| Placering | Namn                    | Land    | Höjd (m)   |
| --------- | ----------------------- | ------- | ---------- |
| 1         | Louise Ekman            | Sverige | 1,86 0PB0  |
| 2         | Heta Tuuri              | Finland | 1,84 0SB0  |
| 3         | Sini Lällä              | Finland | 1,82       |
| 4         | Eva María Baldursdóttir | Island  | 1,76 0=SB0 |
| 5         | Matilda Nilsson         | Sverige | 1,76       |
| 6         | Caroline Fleischer      | Norge   | 1,68       |
| 7         | Hedvig Kallåk           | Norge   | 1,68       |
| 8         | Nikoline Lybæk Petersen | Danmark | 1,63       |

| Placering | Namn                      | Land    | Höjd (m)  |
| --------- | ------------------------- | ------- | --------- |
| 1         | Caroline Bonde Holm       | Danmark | 4,44 0PB0 |
| 2         | Saga Andersson            | Finland | 4,39      |
| 3         | Lene Onsrud Retzius       | Norge   | 4,32 0SB0 |
| 4         | Silja Andersson           | Finland | 4,25 0PB0 |
| 5         | Line Renée Hyde           | Danmark | 4,14 0PB0 |
| 6         | Michaela Meijer           | Sverige | 4,03      |
| 7         | Linnea Jönsson            | Sverige | 4,03      |
| 8         | Kitty Augusta Friele Faye | Norge   | 3,71      |

| Placering | Namn                   | Land    | Längd (m) |
| --------- | ---------------------- | ------- | --------- |
| 1         | Tilde Johansson        | Sverige | 6,53 0PB0 |
| 2         | Karolina Svensson      | Sverige | 6,28 0PB0 |
| 3         | Ida Boe Rasmussen      | Danmark | 6,15 0PB0 |
| 4         | Mia Guldteig Lien      | Norge   | 6,09      |
| 5         | Emma Beiter Bomme      | Danmark | 5,99      |
| 6         | Thale Leirfall Bremset | Norge   | 5,98      |
| 7         | Neea Käyhkö            | Finland | 5,87      |
| 8         | Taika Koilahti         | Finland | 5,72      |

| Placering | Namn                     | Land    | Längd (m)  |
| --------- | ------------------------ | ------- | ---------- |
| 1         | Rebecka Abrahamsson      | Sverige | 13,51 0PB0 |
| 2         | Maja Åskag               | Sverige | 13,26 0SB0 |
| 3         | Janne Nielsen            | Danmark | 13,15 0SB0 |
| 4         | Hedda Kronstrand Kvalvåg | Norge   | 13,10      |
| 5         | Sini Sanaslahti          | Finland | 12,88      |
| 6         | Kira Kytölä              | Finland | 12,78      |
| 7         | Isabell Paprotny         | Danmark | 12,72 0SB0 |
| 8         | Rachel Ombeni            | Norge   | 12,47 0PB0 |

| Placering | Namn                      | Land    | Längd (m)  |
| --------- | ------------------------- | ------- | ---------- |
| 1         | Fanny Roos                | Sverige | 18,86 0SB0 |
| 2         | Senja Mäkitörmä           | Finland | 16,43      |
| 3         | Frida Åkerström           | Sverige | 16,31      |
| 4         | Kaisa Kymäläinen          | Finland | 15,63      |
| 5         | Nikoline Skifter Andersen | Danmark | 14,26 0PB0 |
| 6         | Maria Sløk Hansen         | Danmark | 13,92      |
| 7         | Hanna Emilie Hjeltnes     | Norge   | 13,34 0PB0 |
| 8         | Oda Marie Myklebust       | Norge   | 9,95 0PB0  |

| Placering | Namn                             | Land    | Längd (m)  |
| --------- | -------------------------------- | ------- | ---------- |
| 1         | Silja Kosonen                    | Finland | 21,51 0PB0 |
| 2         | Grete Ahlberg                    | Sverige | 21,38 0PB0 |
| 3         | Sara Forsell                     | Sverige | 20,64      |
| 4         | Katrine Koch Jakobsen            | Danmark | 20,31 0PB0 |
| 5         | Elísabet Rut Rúnarsdóttir        | Island  | 19,98 0PB0 |
| 6         | Suvi Koskinen                    | Finland | 19,18 0PB0 |
| 7         | Sarah-Christine Kouame Mikkelsen | Norge   | 16,33 0PB0 |
| 8         | Oda Marie Myklebust              | Norge   | 14,81 0PB0 |

### Lagtävlingen

#### Herrar
| Placering | Land             | Poäng |
| --------- | ---------------- | ----- |
| 1         | Sverige          | 154   |
| 2         | Norge            | 139   |
| 3         | Finland          | 120   |
| 4         | Danmark / Island | 67    |

#### Damer
| Placering | Land             | Poäng |
| --------- | ---------------- | ----- |
| 1         | Sverige          | 148   |
| 2         | Finland          | 128   |
| 3         | Danmark / Island | 117   |
| 4         | Norge            | 87    |